# Усаров, Олим Авалбаевич
Усаров Олим Авалбоевич родился 9 апреля в Самаркандской области. Общеобразовательную школу закончил (1990), окончил факультет журналистики Ташкентского государственного университета (1996), судебно-прокурорский факультет Ташкентского государственного юридического института (2002). Специальность — журналист, правовед. Кандидат филологических наук, доцент, советник юстиции 3-класса. Депутат Законодательной палаты Олий Мажлиса двух созывов.
За 30-летнюю трудовую деятельность О.Усаров работал на ответственных должностях в органах государственной власти и средствах массовой информации, получил колоссальный опыт. Кроме этого, работал по совместительству в высших образовательных учреждениях и спортивных федерациях.
Начав трудовую деятельность в газете «Чирчик тонги», в 1991—1995 годы проработал корреспондентом редакции, начальником отдела, ответственным секретарем.
В 1995—2002 годы работал в Национальной телерадиокомпании Узбекистана редактором редакции «Спорт», начальником отдела главной дирекции «Духовность», начальником отдела «Политика», руководителем группы, продюсером телеканала «Ёшлар», а также организовал заслужившие признание зрителей передачи «ТВ-адвокат», «Чироги ёник уй», «Табаррук кадамжолар», «Кишлокдаги тенгдошим», «Саёхатнома».
В 2002—2005 годы работал руководителем Пресс-службы Верховного суда Республики Узбекистан, главным редактором объединённой редакции научно-практического журнала «Вестник Верховного суда Республики Узбекистан» и газеты «Куч-адолатда». Научно-практическими статьями, пропагандирующими суть и содержание осуществляемых в нашей стране судебно-правовых реформ, внес достойный вклад в популяризацию газеты и журнала.
О.Усаров два раза был избран депутатом Законодательной палаты Олий Мажлиса Республики Узбекистан, а также являлся членом Комитета по вопросам информации и коммуникационных технологий Законодательной палаты (2005—2009), Комитета по международным делам и межпарламентским связям (2010—2015). Как самый молодой депутат Парламента непосредственно участвовал в разработке более 30 законодательных актов, около 300 его предложений были учтены при доведении до совершенства законопроектов.
О.Усаров активно участвует в общественных мероприятиях. В частности, в 2005—2009 годы был членом Комиссии нормативно-правовых терминов Законодательной палаты Олий Мажлиса, в 2005—2008 годы работал секретарем по организационным делам и кадрам Центрального Совета демократической партии «Миллий тикланиш» Узбекистана, в 2009—2013 годы был заместителем председателя Ташкентского городского совета Демократической партии «Миллий тикланиш» Узбекистана, в 2009—2014 годы являлся пресс-секретарем Законодательной палаты Олий Мажлиса. По его инициативе был внедрен институт аккредитации представителей СМИ в Законодательной палате Республики Узбекистан, организован клуб журналистов Парламента. Руководимый О.Усаровым официальный веб-сайт Законодательной палаты Олий Мажлиса был признан победителем в номинации «Лучший сайт в сфере государственного управления» в 2010 и 2012 годах.
С 2015—2017 годах О.Усаров работал руководителем Информационной службы Верховного суда Республики Узбекистан.
С 1 марта 2017 года главным редактором газеты «Нуроний» и журнала «Кексалик гашти».
Кроме этого, он по совместительству работает доцентом журналистики Узбекского университета. Он опубликовал более 50 научных работ. В частности, он является автором учебного пособия «Паблик рилейшнз» (2012), монографий «Оммавий ахборот воситалари ва суд хокимияти муносабатлари: Узбекистон тажрибаси ва халкаро амалиёт», («Взаимоотношения средств массовой информации и судебной власти: опыт Узбекистана и международная практика», 2013), «Узбекистонда сиёсий партияларнинг жамоатчилик билан алокалари» («Связи с общественностью политических партий в Узбекистане», 2014), учебно-методических пособий «Как проводится пресс-конференция» (2014), Аккредитация журналистов в органах государственной власти: обязательство или необходимость" (2014), книг «The legislative chamber of the Oliy Majlis of the Republic of Uzbekistan» (Законодательная палата Олий Мажлиса Республики Узбекистан, 2013), «Знатоки парламентаризма» (2013), «The history of the Uzbek martial art» («История узбекского боевого искусства», 2011), «Узбекистан и мир: международные связи, межгосударственные отношения и перспективное сотрудничество» (2014). Все его труды внедрены в систему высшего образования.
О.Усаров член Союза журналистов Узбекистана. Опубликованы его поэтические сборники «Бахор хазонлари» (1993), «Изтироб гуллари» (1994), «Юлдузлар ёгдуси» (2015), сборник рассказов «Тунги котиллик» (1995). Автор научно-популярных фильмов, созданных Национальном агентством «Узбеккино», «Права на жизнь» (2007), Судебно-правовые реформы (2007), «Узбекское боевое искусство» (2011), «Молодежь и правовая культура» (2012).
О.Усаров победитель ряда конкурсов, в частности, «Творческие учителя» (1994), «Энг улуг, энг азиз» (1997), получил сертификаты престижных зарубежных учебных заведений и центров: Международного республиканского института (США, 2003), Программы социальной защиты населения в переходной период экономики Всемирного банка (1996), курса подготовки перспективных программ Организации по безопасности и сотрудничеству в Европе (2004), программы информационно-коммуникационных технологий ООН (2009). Повысил квалификацию в сфере журналистики и информационных технологий в Германии, Китае, США, Турции, России, Армении.
О.Усаров судья международного класса по узбекскому курашу, мастер спорта, а также член Исполнительного комитета Федерации шахмат Республики Узбекистан.
Усаров Олим Авалбоевич награждён нагрудными знаками «15-летия независимости Узбекистана», «20-летия независимости Узбекистана», «25-летия Конституции Узбекистана».
С 4 июня 2021 года Олимжон Аввалбаевич Усаров возглавил Творческий Союз журналистов Узбекистана.